# Волков-Муромцев, Николай Владимирович
Николай Владимирович Волков-Муромцев (24 ноября (7 декабря) 1902, Хмелита, Вяземский уезд Смоленской губернии — 1995) — переводчик, инженер, участник Гражданской войны и Второй мировой войны, автор воспоминаний о Гражданской войне и революции. Внук А. Н. Волкова-Муромцева.

## Биография
Родился 24 ноября (7 декабря) 1902 года в усадьбе Хмелита Вяземского уезда Смоленской губернии в семье предводителя дворянства Вяземского уезда. Получил домашнее воспитание, включавшее обучение трём языкамː французскому, английскому и немецкому. После Февральской революции ушёл из дома на фронт и стал солдатом 17-го Нижегородского полка Кавказской кавалерийской дивизии.
В 1918 году вернулся с фронта, приехал в Москву и поступил на работу переводчиком в представительство издательства YMCA в России. В 1919 году дважды арестовывался ВЧК и был помещён в тюрьму, но оба раза отпущен. В том же году бежал из Москвы и поступил на службу в Белую армию (Вооружённые силы Юга России). Принимал участие в боевых действиях, затем из Феодосии перебрался в Стамбул, где устроился переводчиком на американском миноносце.
В 1921 году переехал в Англию по вызову своего родственника, бывшего морского атташе в Лондоне. Окончил географический факультет Кембриджского университета, работал в Великобритании инженером. Во время Второй мировой войны был в рядах британской армии. После войны занимался фермерством в Кенте и преподаванием.
В конце жизни написал воспоминания, охватывающие период жизни в России (1902—1920), опубликованные в первом выпуске серии Всероссийской мемуарной библиотеки «Наше недавнее», основанной А. И. Солженицыным. В августе 1993 года получил российское гражданство.

## Семья
- Первая жена (с 1923) — Наталья Петровня Толстая (1901—1981), внучка С. И. Толстого и С. С. Бехтеева. 
  - Дочь — Марина.
- Вторая жена  — ?, во втором браке трое детей.